# Borj Ressas
Le borj Ressas (arabe : برج الرصاص) est l'un des forts de la médina de Sfax.

## Localisation
Le borj Ressas se trouve sur la façade sud de la médina, entre Bab Diwan et Bab El Kasbah. Il est situé à quinze mètres du borj Drira, un fort similaire. Sa porte d'entrée est accessible à travers un escalier de douze mètres de hauteur situé dans une ruelle de la médina reliant Bab Diwan à Bab El Kasbah,.

## Histoire
Ce fort est considéré comme l'une des constructions de défense les plus importantes de la façade sud de la médina. Selon les historiens, son appellation est due au fait qu'il est le premier fort à être équipé de fusils, un type d'arme devenu populaire dans la ville avec l'avènement des Ottomans. Les recherches archéologiques suggèrent que sa fonction principale était de surveiller le quartier européen à partir de la médina. Ceci permet d'estimer la date de sa construction, qui remonte probablement à la période de la construction du quartier européen en 1758.
Pendant la période du protectorat, les soldats français occupent le fort et utilisent en 1901 un réservoir cylindrique qui y était installé pour la collecte de l'eau.
Après l'indépendance, la municipalité de Sfax l'utilise pour divers projets avant de le convertir vers les années 1960 en un salon de thé touristique, le café Diwan.
Le 12 juillet 2015, le toit du café s'effondre, occasionnant des blessures à huit personnes dont un enfant et un bébé. À la suite de cet incident, le café est fermé pour des travaux pendant quelques mois.

## Architecture et décor
Le borj Ressas se distingue des autres forts de la ville par sa structure et ses matériaux de construction. Il s'agit d'une grande tour avec une longueur de 24 mètres, sur une largeur de treize mètres à l'ouest et 8,5 mètres à l'est, sur une hauteur de dix mètres parsemée de six trous. Actuellement, son intérieur est caractérisé par un décor traditionnel composé de chaises en béton ou en bois centrées sur des tables peintes en blanc et bleu.